# Publius Cornelius Cethegus
Publius Cornelius Cethegus római politikus, az előkelő patricius Cornelia gens tagja volt.
Kr. e. 187-ben aedilis curulis, Kr. e. 185-ben praetor, Kr. e. 181-ben pedig consul volt. A legenda szerint hivatali évében találtak rá Numa Pompilius sírjára. Kollégájával, Marcus Baebius Tamphilusszal triumphust tartott a ligurok legyőzéséért, noha csatára nem is került sor. Kr. e. 173-ban  azon tízes bizottságba tartozott, amely Liguria és Gallia Cisalpina közti határ szabályozását végezte.
| Elődei: Cnaeus Baebius Tamphilus és Lucius Aemilius Paullus Macedonicus | Consul i. e. 181 collega: Marcus Baebius Tamphilus | Utódai: Aulus Postumius Albinus Luscus és Caius Calpurnius Piso |